# Pointe du Conguel
La pointe du Conguel est une pointe de Bretagne dans la baie de Quiberon. Elle est située à l'extrémité sud-est de la presqu'île de Quiberon, sur le territoire de la commune de Quiberon.

## Étymologie
Un Conguel est un groupe (ou culture ou type ou style) proche du style de Groh-Collé. 
Poterie dont la paroi supérieure verticale est décorée d’un bandeau de groupes de lignes tracées à l’aide d’une baguette.
Cependant, le toponyme provient probablement du latin concha  « coquillage, coquille », lui-même d'origine grecque κο'γχη et qui a également donné le français conque qui qualifiait des ports dont l'anse abritée était une garantie de protection pour les navires.

## Description
La pointe du Conguel est une presqu'île d'environ 1 kilomètre de long sur 200 mètres de large. 
Elle est placée sous la protection du Conservatoire du littoral. Un sentier permet de faire le tour de ce site naturel.
La pointe du Conguel est à l'origine une île, formée par des roches reliées entre elles par du sable accumulé. 
Cette île est reliée au continent par un tombolo long de 300 mètres. 
Deux îlots prolongent la pointe : Toul Bihan, accessible à pied aux grandes marées, et Toul Bras, où furent découvertes des sépultures gauloises. Plus au large se trouve le phare de la Teignouse, qui marque le passage de la Teignouse, près duquel le cuirassé de la classe Courbet France a coulé le 22 août 1922 à 3h15, éventré par une roche ; l'épave se trouve à 0.5 mille dans le Sud Est du phare de la Teignouse  47° 28′ 06″ N, 3° 02′ 12″ O.
Des lames de granite feuilleté à faible pendage ouest attirent l'attention des géologues.

## Écologie
Le terrain du site est protégé par le Conservatoire du littoral.
Les travaux de requalification de la Pointe du Conguel sont du même type que pour la Côte Sauvage à savoir :
- la délimitation des zones sensibles,
- la restauration des sols érodés et de la végétation,
- l’exécution de divers travaux paysagers aux abords d’équipements ou de mobiliers,
- l’installation d’une signalétique d’information[6].

En décembre 2005, dans le cadre du programme « Erika », les travaux de réhabilitation de la Côte Sauvage et de la Pointe du Conguel ont débuté.

## Faune et flore

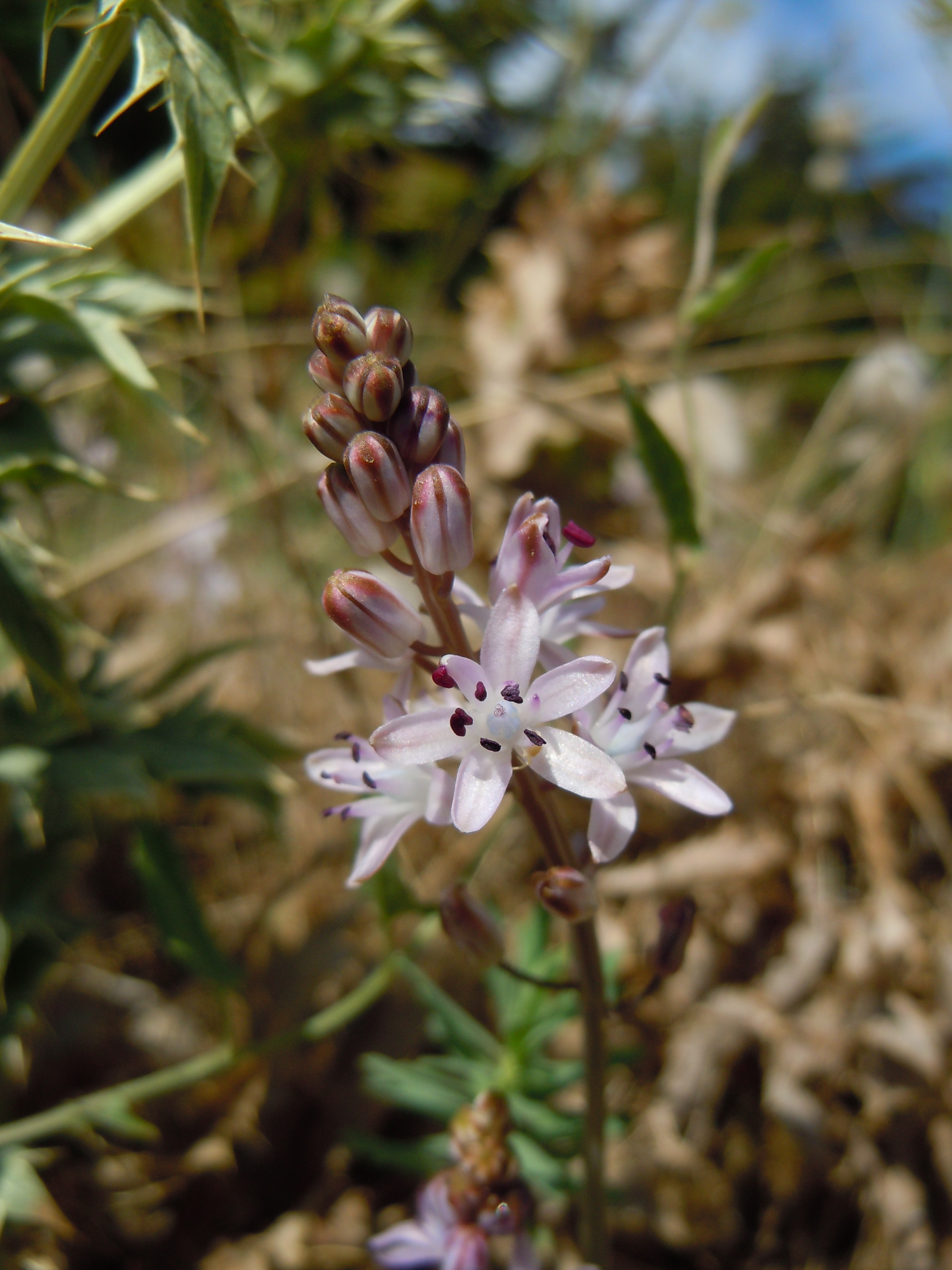
La scille d'automne, (Prospero autumnale) est présente dans la prairie dunaire.